# Ліля назавжди
«Лíля назавжди́» (швед. Lilja 4-ever; англ. Lilya 4-ever) — драма шведського режисера Лукаса Мудіссона, його третій повнометражний фільм. На відміну від своїх попередніх фільмів, Мудіссон зняв похмуру картину, пронизану розпачем і безвихіддю, що розповідає історію кинутої матір'ю напризволяще 16-річної дівчинки в колишній республіці Радянського Союзу. В оригінальній назві фільму («Lilja 4-ever») слово «forever» (назавжди) скорочено до написання «4-ever». Світова прем'єра відбулася у Швеції 23 серпня 2002 року.
Фільм оснований на реальній історії. Прототипом Лілі стала Дангуоле Расалайте, чиї прощальні три листи послужили основою для сценарію.

## Сюжет
Фільм починається зі сцени, де головна героїня Ліля біжить вулицею під пісню «Mein Herz brennt» гурту «Rammstein» і врешті-решт опиняється на мосту, де встає на перила. Потім дія переноситься у її минуле. 16-річна Ліля Михайлова живе в маленькому бідному містечку в колишній республіці Радянського Союзу. Її мати виїхала до США з багатим коханцем і кинула Лілю на самоті, обіцяючи пізніше забрати її. Опікунка Ганна (тітка Лілі) переселяє племінницю з її хоч і не багатої, але загалом затишної квартири в невелику убогу квартиру під приводом, що за комунальні послуги ні вона, ні Ліля платити не можуть. Грошово вона дівчинці не допомагає. Зовсім погано стає, коли комунальна служба відключає у новій квартирі Лілі електрику. Потім Ліля дізнається, що тітка тим часом зайняла її стару квартиру, а потім саму Лілю викликає соціальна служба, де вона дізнається, що мати надіслала їм листа, в якому хоче відмовитися від прав на дочку. Тоді подруга Лілі Наталка намагається вмовити її зайнятися разом з нею проституцією, як це робила свого часу її мати, але Ліля відмовляється. Однак батько Наталки знаходить зароблені від клієнтів гроші, і подруга, тепер уже колишня, злякавшись, бреше, що це гроші належать Лілі, через що за останньою закріплюється репутація повії.
Остаточно опинившись без засобів для існування, Ліля кидає школу (де в неї вже давно важкі стосунки з вчителями та однокласниками), а потім, коли вона розуміє, що їй потрібні гроші, і в неї немає жодної можливості їх заробити, дівчинка починає насправді займатися проституцією. Через це компанія хлопців, які ще недавно були її друзями, одного разу вночі вривається до неї додому та ґвалтує її. Єдиним другом Лілі є Володя — нескладний хлопчик, який так само, як і вона, покинутий усіма (насамперед своїм батьком-алкоголіком). Він єдиний, хто не зневажає Лілю і з ким у неї склалися дуже ніжні стосунки. На зароблені гроші вона навіть купує йому баскетбольний м'яч, але його батько проколює м'яч ножицями. Незабаром у житті Лілі з'являється Андрій: симпатичний, розумний, привабливий хлопець, який, як їй здається, закохався у неї. Це викликає ревнощі та настороженість з боку Володі. Через деякий час Андрій кличе Лілю із собою в Швецію і обіцяє їй щасливе життя і роботу в благонадійній країні. Ліля погоджується, хоча перед нею лежить ціла низка фактів, які повинні були її насторожити: Андрій пропонує їй роботу у вигляді збірки овочів на тамтешній овочевій фермі (що, на думку, Володі, звучить дивно, оскільки овочі в цю пору року не збирають), Ліля повинна летіти за фальшивим закордонним паспортом (Андрій мотивує це тим, що вона неповнолітня), а у самого Андрія в день від'їзду несподівано «захворює бабуся» і він відправляє Лілю саму, сказавши, що в Швеції її буде чекати «його друг». Спускаючись сходами до Андрія, вона перестрибує через картоплю сусідки, що розсипалася, і йде далі, а у дворі Володя біжить від неї, відмовившись попрощатися. Після від'їзду Лілі Володя скоює самогубство у під'їзді, прийнявши смертельну дозу медикаментів.
За кордоном Лілю зустрічає «шеф» Вітек, який виявляється сутенером. Він відвозить її в замкнену квартиру і, коли Ліля приймає ванну, ґвалтує. Ліля опиняється в безвихідній ситуації, її використовують як звичайну повію. Єдиною обставиною, яка полегшує її існування є сни, в яких її відвідує дух Володі з білими декоративними крилами за спиною. В одному зі снів, на Різдво, він переносить її на дах і говорить, що дарує їй увесь світ навколо, але Лілі не подобається такий «подарунок», тому що, на її думку, цей світ хоч і є таким багатим, але водночас він виявився дуже холодним і непривітним. Вона хоче зістрибнути з даху, але Володя каже, що якщо вона помре, її кривдники від цього тільки виграють, а вона — ні (тим більше, що сам він шкодує про свій вчинок). Після цього в Лілі щось ламається, і спочатку вона вирішує відрізати собі волосся та спотворити себе макіяжем, потім перечить клієнтові (через що той дуже жорстко її ґвалтує), а потім намагається втекти з машини сутенера, але той по-звірячому б'є її, приносить в квартиру, кидає її на підлогу та залишає там. Прокинувшись, Ліля бачить дух Володі, який показує їй, що Вітек, тікаючи, в люті забув зачинити двері. З питанням «Куди я піду?» Ліля виходить назовні.
Від безвиході вона тікає від поліції і виявляється на мосту, де забирається на перила. Володя просить її зупинитися, але Ліля, не слухаючи його, стрибає униз. У машині швидкої допомоги її намагаються реанімувати. Стоячи поруч з медиками, Володя кладе Лілі на обличчя руку, та розплющує очі, після чого вона опиняються у себе вдома і заново йде епізод, де Ліля йде до машини Андрія (щоб той відвіз її в аеропорт), але цього разу не сідає до неї, відмовляється їхати, зачиняє перед ним дверцята і повертається додому, а в під'їзді допомагає літній сусідці зібрати картоплю, яка у неї розсипалася. Фільм закінчується сценою, в якій Ліля і Володя грають в баскетбол на даху будинку, а за їхніми спинами сяють білосніжні крила…

## Виробництво
Лукас Мудіссон написав сценарій шведською мовою, а потім переклав його російською. Спочатку в сюжеті було дуже багато релігійних образів Ісуса Христа, які супроводжували Лілю під час його розвитку.
Виробництвом займалася студія Мудіссона «Memfis Film» у співпраці з кампаніями «Film i Väst», «Sveriges Television» та «Zentropa». Фінансова підтримка була надана шведськими та данськими Інститутами кінематографії та фондом «Nordisk Film & TV-Fond». Бюджет склав 30 мільйонів шведських крон.
На головні ролі Мудіссон переглянув близько тисячі дітей та підлітків, яким під час проб потрібно було розігрувати цілі імпровізації та різні теми у спілкуванні батьків та дітей. В одній із них треба було зобразити підлітка, який не зробив домашньої роботи і тепер вмовляє батьків відпустити його погуляти. Кандидатуру Оксани Акіньшиної Мудіссон пояснив тим, що вона являла собою не такий образ Лілі, який він задумував спочатку, оскільки, за його словами, Оксана виявилася навіть кращою за нього.
Зйомки тривали близько 40 днів. Як колишню радянську республіку було взято естонське місто Палдіскі, частина знімалася в Таллінні, шведські епізоди знімалися в Мальме і в павільйонах у Тролльгеттані. Стрибок Лілі з мосту знімався в Мальме в районі Еріксфальт (міст над Треллеборгсвагеном). Оскільки Мудіссон не знав російської мови, він спілкувався з акторами через перекладачів. Якщо репліки за звучанням здавались йому непереконливими, він просив акторів імпровізувати, не спираючись на сценарій. Одним із перекладачів була Александра Дальстрем.

## У ролях
| Актор              | Роль        |
| ------------------ | ----------- |
| Оксана Акіньшина   | Ліля        |
| Артем Богучарський | Володя      |
| Любов Агапова      | мати Лілі   |
| Павло Пономарьов   | Андрій      |
| Лілія Шинкарьова   | тітка Ганна |
| Еліна Бененсон     | Наталка     |
| Томаш Неуман       | Вітек       |
| Тину Карк          | Сергій      |

## Нагороди та номінації
Картина була обрана як заявка від Швеції на премію «Оскар» за найкращий фільм іноземною мовою. Так як правила AMPAS до 2005 року за цією категорією передбачали фільми однією з офіційних мов країни походження, знятий переважно російською мовою фільм мало не був дискваліфікований, однак у результаті допущений до розгляду — втім, так і не досягнувши шорт-листа номінації.
Крім того, фільм був удостоєний наступних номінацій та нагород:
- 2 номінації на European Film Awards 2002 року в категоріях «Найкращий фільм» і «Найкраща акторка».
- «Гран-прі Астурії», «Спеціальний приз журі» та перемога на Міжнародному кінофестивалі в Хіхоні 2002 року в категорії «Найкраща акторка».
- 2 номінації на кінопремію «Скандинавської ради» 2002 року в категоріях «Найкращий режисер/сценарист» і «Найкращий продюсер».
- 5 національних кінонагород «Золотий жук» 2003 року Шведської академії кінематографії в категоріях «Найкращий фільм», «Найкращий режисер», «Найкращий сценарій», «Найкраща кінематографія» та «Найкраща акторка», а також номінація в категорії «Найкращий актор».
- Номінація на премію Robert Festival 2003 року в категорії «Найкращий неамериканський фільм».
- Переможець Скандинавського кінофестивалю в Руанді 2003 року в категоріях «Найкраща акторка» і «Вибір глядачів».
- 4 номінації на премію Товариства підтримки незалежного кіно Chlotrudis 2004 року в категоріях «Найкращий фільм», «Найкращий режисер», «Найкраща жіноча роль» і «Найкраща чоловіча роль другого плану».
- Переможець Стокгольмського кінофестивалю 2002 року — приз Canal+ Оксані Акіньшиній та приз Міжнародної Федерації Кінопреси Лукасу Мудіссону.
- Номінація на премію «Незалежний дух» 2004 року в категорії «Найкращий іноземний фільм».
- Номінація на премію «Американської спілки політичних фільмів» 2004 року в категорії «Права людини»[5].

## Саундтреки
- «Alphaville» — «Forever Young (FAF Diamonds In The Sun Mix)»
- «Rammstein» — «Mein Herz brennt»
- «Тату» — «Нас не догонят»
- «ВІА Гра» — «Бомба»
- Валерія — «Таю»
- Валерія — «Не обижай меня»
- Валерія — «Не обманывай»
- «Antiloop» — «Only you»
- «Antiloop» — «let your body free»
- «Double N» — «The Ride»
- Blanka — «Smell of you»
- «French Affair» — «Sexy»
- «Flaskkvartetten» — «O Virtus Sapientie»
- Nathan Larson — «The Bridge»
- Nathan Larson — «Mommy, Are Angels Dead? (Lilja 4-ever)»
- Nathan Larson — «Night Basketball (Lilja 4-ever)»